# 4 (EP)
#4 är Suburban Kids with Biblical Names' tredje EP-skiva, utgiven 29 april 2009 på skivbolaget Labrador.

## Låtlista
Alla låtar är skrivna av Suburban Kids with Biblical Names.
| Nr | Titel             | Längd |
| -- | ----------------- | ----- |
| 1. | 1999              | 3:05  |
| 2. | Studenter på flak | 3:26  |
| 3. | Europa            | 2:48  |
| 4. | World Music       | 3:21  |

## Personal
Siffrorna inom parentes anger låtnummer.
- Lina Cullemark - sång (1, 4)
- Peter Gunnarsson - medverkande musiker, producent
- Johan Hedberg - medverkande musiker, producent
- Daniel Holmström - trumpet (2)

## Mottagande
Zero gav skivan betyget 4/10.

### Fotnoter
1. 1 2 3  ”#4”. Discogs.com. http://www.discogs.com/Suburban-Kids-With-Biblical-Names-4/release/1689151. Läst 26 februari 2012.
2. ↑  ”#4”. Kritiker.se. http://kritiker.se/skivor/recension/?skiva=Suburban_Kids_With_Biblical_Names__-__%234. Läst 26 februari 2012.